# 1969-es magyar férfi vízilabdakupa
A magyar férfi vízilabdakupa 1969-es kiírását a Ferencvárosi TC nyerte.

## Selejtezők

### A csoport
| Csapat               | Mérk | Gy | D | V | G+ | G- | +/- | P |
| -------------------- | ---- | -- | - | - | -- | -- | --- | - |
| Ferencvárosi TC      | 3    | 3  | 0 | 0 | 16 | 10 | +6  | 6 |
| Bp. Honvéd           | 3    | 2  | 0 | 1 | 12 | 11 | +1  | 4 |
| Központi Sportiskola | 3    | 0  | 1 | 2 | 10 | 13 | –3  | 1 |
| Bp. Spartacus        | 3    | 0  | 1 | 2 | 14 | 18 | –4  | 1 |

|                      | 0FTC0 | BHSE | 0KSI0 | Bp. Sp. |
| -------------------- | ----- | ---- | ----- | ------- |
| Ferencvárosi TC      | –     | 4–3  | 3–1   | 9–6     |
| Bp. Honvéd           | 3–4   | –    | 5–4   | 4–3     |
| Központi Sportiskola | 1–3   | 4–5  | –     | 5–5     |
| Bp. Spartacus        | 6–9   | 3–4  | 5–5   | –       |

### B csoport
| Csapat           | Mérk | Gy | D | V | G+ | G- | +/- | P |
| ---------------- | ---- | -- | - | - | -- | -- | --- | - |
| Orvosegyetem SC  | 2    | 2  | 0 | 0 | 29 | 3  | +26 | 4 |
| BVSC             | 2    | 1  | 0 | 1 | 13 | 12 | +1  | 2 |
| Városi Tanács SK | 2    | 0  | 0 | 2 | 2  | 29 | –27 | 0 |

|                  | 0OSC0 | Bp. Sp. | MAFC |
| ---------------- | ----- | ------- | ---- |
| Orvosegyetem SC  | –     | 11–2    | 18–1 |
| BVSC             | 2–11  | –       | 11–1 |
| Városi Tanács SK | 1–18  | 1–11    | –    |

- A Szegedi EOL visszalépett.

### C csoport
| Csapat     | Mérk | Gy | D | V | G+ | G- | +/- | P |
| ---------- | ---- | -- | - | - | -- | -- | --- | - |
| Egri Dózsa | 3    | 3  | 0 | 0 | 15 | 8  | +7  | 6 |
| Vasas SC   | 3    | 2  | 0 | 1 | 18 | 14 | +4  | 4 |
| Vasas Izzó | 3    | 1  | 0 | 2 | 9  | 12 | –3  | 2 |
| MTK        | 3    | 0  | 0 | 3 | 10 | 18 | –8  | 0 |

|            | Eger | Vasas | Izzó | 0MTK0 |
| ---------- | ---- | ----- | ---- | ----- |
| Egri Dózsa | –    | 4–2   | 5–2  | 6–4   |
| Vasas SC   | 2–4  | –     | 6–5  | 10–5  |
| Vasas Izzó | 2–5  | 5–6   | –    | 2–1   |
| MTK        | 4–6  | 5–10  | 1–2  | –     |

### D csoport
| Csapat             | Mérk | Gy | D | V | G+ | G- | +/- | P |
| ------------------ | ---- | -- | - | - | -- | -- | --- | - |
| Szolnoki Dózsa     | 2    | 2  | 0 | 0 | 22 | 5  | +17 | 4 |
| Újpesti Dózsa      | 2    | 1  | 0 | 1 | 14 | 7  | +7  | 2 |
| Tatabányai Bányász | 2    | 0  | 0 | 2 | 1  | 25 | –24 | 0 |

|                    | Szolnok | Újpest | Bányász |
| ------------------ | ------- | ------ | ------- |
| Szolnoki Dózsa     | –       | 6–5    | 16–0    |
| Újpesti Dózsa      | 5–6     | –      | 9–1     |
| Tatabányai Bányász | 0–16    | 1–9    | –       |

- A Szentesi Vízmű visszalépett.

## Elődöntők
A csapatok a selejtezőből az egymás elleni eredményeket magukkal hozták.

### E csoport
| Csapat          | Mérk | Gy | D | V | G+ | G- | +/- | P |
| --------------- | ---- | -- | - | - | -- | -- | --- | - |
| Ferencvárosi TC | 3    | 3  | 0 | 0 | 18 | 11 | +7  | 6 |
| Orvosegyetem SC | 3    | 2  | 0 | 1 | 23 | 13 | +10 | 4 |
| Bp. Honvéd      | 3    | 1  | 0 | 2 | 16 | 18 | –2  | 2 |
| BVSC            | 3    | 0  | 0 | 3 | 10 | 25 | –15 | 0 |

|                 | 0FTC0 | 0OSC0 | BHSE | BVSC |
| --------------- | ----- | ----- | ---- | ---- |
| Ferencvárosi TC | –     | 6–5   | 5–4  | 7–2  |
| Orvosegyetem SC | 5–6   | –     | 7–5  | 11–2 |
| Bp. Honvéd      | 4–5   | 5–7   | –    | 7–6  |
| BVSC            | 2–7   | 2–11  | 6–7  | –    |

### F csoport
| Csapat         | Mérk | Gy | D | V | G+ | G- | +/- | P |
| -------------- | ---- | -- | - | - | -- | -- | --- | - |
| Szolnoki Dózsa | 3    | 3  | 0 | 0 | 16 | 12 | +4  | 6 |
| Újpesti Dózsa  | 3    | 2  | 0 | 1 | 13 | 11 | +2  | 4 |
| Egri Dózsa     | 3    | 1  | 0 | 2 | 10 | 11 | –1  | 2 |
| Vasas SC       | 3    | 0  | 0 | 3 | 8  | 13 | –5  | 0 |

|                | Szolnok | Újpest | Eger | Vasas |
| -------------- | ------- | ------ | ---- | ----- |
| Szolnoki Dózsa | –       | 6–5    | 5–4  | 5–3   |
| Újpesti Dózsa  | 5–6     | –      | 4–2  | 4–3   |
| Egri Dózsa     | 4–5     | 2–4    | –    | 4–2   |
| Vasas SC       | 3–5     | 3–4    | 2–4  | –     |

## Döntő
A csapatok az elődöntőből az egymás elleni eredményeket magukkal hozták.
| Csapat          | Mérk | Gy | D | V | G+ | G- | +/- | P |
| --------------- | ---- | -- | - | - | -- | -- | --- | - |
| Ferencvárosi TC | 3    | 3  | 0 | 0 | 15 | 12 | +3  | 6 |
| Újpesti Dózsa   | 3    | 1  | 0 | 2 | 15 | 15 | 0   | 2 |
| Szolnoki Dózsa  | 3    | 1  | 0 | 2 | 16 | 17 | –1  | 2 |
| Orvosegyetem SC | 3    | 1  | 0 | 2 | 17 | 19 | –2  | 2 |

|                 | 0FTC0 | Újpest | Szolnok | 0OSC0 |
| --------------- | ----- | ------ | ------- | ----- |
| Ferencvárosi TC | –     | 4–3    | 5–4     | 6–5   |
| Újpesti Dózsa   | 3–4   | –      | 5–6     | 7–5   |
| Szolnoki Dózsa  | 4–5   | 6–5    | –       | 6–7   |
| Orvosegyetem SC | 5–6   | 5–7    | 7–6     | –     |

A Ferencváros játékosai: Steinmetz János, Bányai Miklós, Kásás Zoltán, Kárpáti György, Felkai László, Martin György, Kövecses Zoltán, Balla Balázs, Ipacs László, Wiesner Tamás, Laukó Álmos, Szellő Tamás, Edző: Gyarmati Dezső